# Callanga
Callanga is een kevergeslacht uit de familie van de boktorren (Cerambycidae). De wetenschappelijke naam van het geslacht werd voor het eerst geldig gepubliceerd in 1973 door Lane.

## Soorten
Callanga omvat de volgende soorten:
- Callanga tenebrosa Lane, 1973
- Callanga trichocera Lane, 1973